# Carlo Federico di Sassonia-Weimar-Eisenach
Carlo Federico di Sassonia-Weimar-Eisenach (Weimar, 2 febbraio 1783 – Weimar, 8 luglio 1853) è stato granduca di Sassonia-Weimar-Eisenach dal 1828 sino alla sua morte.

## Biografia
Nato a Weimar, Carlo Federico era il figlio maggiore di Carlo Augusto di Sassonia-Weimar-Eisenach e di Luisa Augusta d'Assia-Darmstadt, figlia a sua volta del langravio Luigi IX d'Assia-Darmstadt.
Crebbe istruito perlopiù dalla madre, che lo indicava pubblicamente come il suo favorito, mentre il padre gli preferiva il fratello minore Bernardo. Dopo aver completato la sua formazione con il tutore Johann Gottfried Herder, il principe si dedicò ad un Grand Tour europeo che lo portò in Francia ed in Russia.
Nel 1804 sposò la figlia dello zar, Maria, e da allora iniziò di fatto a vivere alla corte di San Pietroburgo, alternando i suoi ritorni a Weimar sino al 1828 quando, alla morte del padre, venne chiamato a succedergli al trono. Proseguendo la politica incominciata da suo padre, Carlo Federico fece sì che Weimar continuasse ad essere un centro culturale tra i maggiori d'Europa, anche dopo la morte di Goethe, nel 1832. Johann Nepomuk Hummel percorse la propria carriera musicale a Weimar come Kapellmeister sino alla morte, nel 1837. Franz Liszt risiedette a Weimar nel 1848 come Kapellmeister e contribuì a rendere Weimar uno dei centri musicali più importanti della Germania ottocentesca.
A livello di riforme interne, Carlo Federico promosse nel 1821 la costituzione della prima banca di risparmio del granducato e inoltre, grazie all'influenza della moglie, promosse molte e munifiche opere di beneficenza sul territorio. Il granduca promosse largamente anche lo sviluppo dell'agricoltura, del commercio e dell'industria, unendosi allo Zollverein nel 1834 e firmando accordi commerciali con gli stati della Turingia.
Durante il periodo rivoluzionario del 1848 venne costretto a liberalizzare ulteriormente la costituzione di stato approvata nel 1816, trovandosi con poteri sempre più limitati dal governo. Tra le nuove riforme introdotte vi fu l'introduzione della libertà di stampa.
Carlo Federico morì nel 1853 al castello del Belvedere di Weimar.

## Matrimonio e discendenza
Il 3 agosto 1804 Carlo Federico sposò in San Pietroburgo la granduchessa Maria Pavlovna (1786 – 1859), figlia del defunto zar Paolo I di Russia; da questo matrimonio nacquero:
- Paolo Alessandro Carlo Costantino Federico Augusto (nato e morto nel 1805)
- Maria Luisa Alessandrina (1808 – 1877), andata sposa a Carlo di Prussia, terzo figlio del re di Prussia (1770 – 1740) e della regina Luisa di Meclemburgo-Strelitz (1776 – 1810);
- Augusta Maria Luisa Caterina (1811 – 1890), andata sposa l'11 giugno 1829 a Guglielmo di Hohenzollern (1797 – 1888), futuro Imperatore di Germania;
- Carlo Alessandro (1818 – 1901), successore del padre nel granducato.

## Ascendenza
|                                                |                              |                                          | Genitori                                           |  |  | Nonni |  |  | Bisnonni                             |  |  | Trisnonni                               |  |
|                                                |                              |                                          |                                                    |  |  |       |  |  | Ernesto Augusto I di Sassonia-Weimar |  |  | Giovanni Ernesto III di Sassonia-Weimar |  |
|                                                |                              |                                          |                                                    |  |  |       |  |  | Ernesto Augusto I di Sassonia-Weimar |  |  | Giovanni Ernesto III di Sassonia-Weimar |  |
|                                                |                              | Sofia Augusta di Anhalt-Zerbst           |                                                    |  |  |       |  |  | Ernesto Augusto I di Sassonia-Weimar |  |  |                                         |  |
| Ernesto Augusto II di Sassonia-Weimar-Eisenach |                              |                                          |                                                    |  |  |       |  |  | Ernesto Augusto I di Sassonia-Weimar |  |  |                                         |  |
|                                                |                              | Sofia Carlotta di Brandeburgo-Bayreuth   | Giorgio Federico Carlo di Brandeburgo-Bayreuth     |  |  |       |  |  |                                      |  |  |                                         |  |
|                                                |                              | Sofia Carlotta di Brandeburgo-Bayreuth   | Giorgio Federico Carlo di Brandeburgo-Bayreuth     |  |  |       |  |  |                                      |  |  |                                         |  |
|                                                |                              | Sofia Carlotta di Brandeburgo-Bayreuth   | Dorotea di Schleswig-Holstein-Sonderburg-Beck      |  |  |       |  |  |                                      |  |  |                                         |  |
| Carlo Augusto di Sassonia-Weimar-Eisenach      |                              | Sofia Carlotta di Brandeburgo-Bayreuth   |                                                    |  |  |       |  |  |                                      |  |  |                                         |  |
|                                                |                              | Carlo I di Brunswick-Wolfenbüttel        | Ferdinando Alberto II di Brunswick-Lüneburg        |  |  |       |  |  |                                      |  |  |                                         |  |
|                                                |                              | Carlo I di Brunswick-Wolfenbüttel        | Ferdinando Alberto II di Brunswick-Lüneburg        |  |  |       |  |  |                                      |  |  |                                         |  |
|                                                |                              | Carlo I di Brunswick-Wolfenbüttel        | Antonietta Amalia di Brunswick-Wolfenbüttel        |  |  |       |  |  |                                      |  |  |                                         |  |
| Anna Amalia di Brunswick-Wolfenbüttel          |                              | Carlo I di Brunswick-Wolfenbüttel        |                                                    |  |  |       |  |  |                                      |  |  |                                         |  |
|                                                |                              | Filippina Carlotta di Prussia            | Federico Guglielmo I di Prussia                    |  |  |       |  |  |                                      |  |  |                                         |  |
|                                                |                              | Filippina Carlotta di Prussia            | Federico Guglielmo I di Prussia                    |  |  |       |  |  |                                      |  |  |                                         |  |
|                                                |                              | Filippina Carlotta di Prussia            | Sofia Dorotea di Hannover                          |  |  |       |  |  |                                      |  |  |                                         |  |
| Carlo Federico di Sassonia-Weimar-Eisenach     |                              | Filippina Carlotta di Prussia            |                                                    |  |  |       |  |  |                                      |  |  |                                         |  |
|                                                | Luigi VIII d'Assia-Darmstadt | Ernesto Luigi d'Assia-Darmstadt          |                                                    |  |  |       |  |  |                                      |  |  |                                         |  |
|                                                | Luigi VIII d'Assia-Darmstadt | Ernesto Luigi d'Assia-Darmstadt          |                                                    |  |  |       |  |  |                                      |  |  |                                         |  |
|                                                | Luigi VIII d'Assia-Darmstadt | Dorotea Carlotta di Brandeburgo-Ansbach  |                                                    |  |  |       |  |  |                                      |  |  |                                         |  |
| Luigi IX d'Assia-Darmstadt                     | Luigi VIII d'Assia-Darmstadt |                                          |                                                    |  |  |       |  |  |                                      |  |  |                                         |  |
|                                                |                              | Carlotta di Hanau-Lichtenberg            | Giovanni Reinardo III di Hanau-Lichtenberg         |  |  |       |  |  |                                      |  |  |                                         |  |
|                                                |                              | Carlotta di Hanau-Lichtenberg            | Giovanni Reinardo III di Hanau-Lichtenberg         |  |  |       |  |  |                                      |  |  |                                         |  |
|                                                |                              | Carlotta di Hanau-Lichtenberg            | Dorotea Federica di Brandeburgo-Ansbach            |  |  |       |  |  |                                      |  |  |                                         |  |
| Luisa Augusta d'Assia-Darmstadt                |                              | Carlotta di Hanau-Lichtenberg            |                                                    |  |  |       |  |  |                                      |  |  |                                         |  |
|                                                |                              | Cristiano III del Palatinato-Zweibrücken | Cristiano II del Palatinato-Zweibrücken-Birkenfeld |  |  |       |  |  |                                      |  |  |                                         |  |
|                                                |                              | Cristiano III del Palatinato-Zweibrücken | Cristiano II del Palatinato-Zweibrücken-Birkenfeld |  |  |       |  |  |                                      |  |  |                                         |  |
|                                                |                              | Cristiano III del Palatinato-Zweibrücken | Caterina Agata di Rappoltstein                     |  |  |       |  |  |                                      |  |  |                                         |  |
| Carolina del Palatinato-Zweibrücken-Birkenfeld |                              | Cristiano III del Palatinato-Zweibrücken |                                                    |  |  |       |  |  |                                      |  |  |                                         |  |
|                                                |                              | Carolina di Nassau-Saarbrücken           | Luigi Crato di Nassau-Saarbrücken                  |  |  |       |  |  |                                      |  |  |                                         |  |
|                                                |                              | Carolina di Nassau-Saarbrücken           | Luigi Crato di Nassau-Saarbrücken                  |  |  |       |  |  |                                      |  |  |                                         |  |
|                                                |                              | Carolina di Nassau-Saarbrücken           | Filippina Enrichetta di Hohenlohe-Langenburg       |  |  |       |  |  |                                      |  |  |                                         |  |
|                                                |                              | Carolina di Nassau-Saarbrücken           |                                                    |  |  |       |  |  |                                      |  |  |                                         |  |